# Mémorial du génocide arménien de Décines-Charpieu
Le monument du génocide de Décines-Charpieu est un mémorial commémorant le génocide arménien, situé rue du 24-avril-1915 à Décines-Charpieu en région lyonnaise.
Inauguré le 4 juin 1972, il constitue le premier mémorial du génocide arménien érigé en France,.

## Présentation
Son concepteur est Robert Darnas (1913-1980). La construction de l'ensemble a débuté le samedi 24 avril 1965, jour du cinquantenaire du 24 avril 1915.
Le monument est profané par des vandales se réclamant des Loups gris dans la nuit 31 octobre au 1er novembre 2020.